# Agaricia tenuifolia
Agaricia tenuifolia е вид корал от семейство Agariciidae. Видът е почти застрашен от изчезване.

## Разпространение и местообитание
Разпространен е в Бахамски острови, Белиз, Бонер, Венецуела, Гваделупа, Доминиканска република, Кайманови острови, Колумбия, Коста Рика, Куба, Кюрасао, Малки далечни острови на САЩ, Мексико, Никарагуа, Панама, Саба, Сен Естатиус, Търкс и Кайкос, Хаити, Хондурас и Ямайка.
Среща се на дълбочина от 0,3 до 28 m, при температура на водата от 24,6 до 28 °C и соленост 35,1 – 36,6 ‰.